# Walther Björkman
Walther Björkman, vollständig Johannes Walther Oscar Emanuel Björkman (* 19. Juni 1896 in Lübeck; † 24. November 1996 in Uppsala) war ein deutsch-schwedischer Orientalist.

## Leben
Björkman war Sohn des aus Schweden nach Lübeck gekommenen Lehrers und Autors Carl Viktor Emanuel Björkman und seiner deutschen Ehefrau, der Schriftstellerin Marie Henriette, geb. Schlikau. Er besuchte das Katharineum zu Lübeck und legte hier 1915 das Abitur ab. Als schwedischer Staatsbürger nahm er nicht als Soldat am Ersten Weltkrieg teil. Er studierte Orientalistik an den Universitäten Bonn, Kiel und München und wurde 1919 in Kiel mit einer Dissertation über Ofen (Buda) zur Türkenzeit zum Dr. phil. promoviert.
Anschließend wurde er Assistent an der neu gegründeten Universität Hamburg. 1921 wurde er deutscher Staatsbürger. 1927 wurde er in Hamburg zum Dozenten für Islamwissenschaft ernannt. 1929 wechselte er als Professor für Arabisch an die Universität Berlin, wo er ab 1930 auch als Dozent für Islamwissenschaft am Seminar für Orientalische Sprachen tätig war. Er unterstützte publizistisch die nationalsozialistische antisemitische Orient-Politik.  1942 wurde er in Berlin außerplanmäßiger Professor für Arabisch und ging 1944 als Professor für Turkologie an die Universität Breslau.
Nach Kriegsende flüchtete er in den Westen und ging dann nach Schweden. An der Universität Uppsala wurde er 1951 zum Dozenten für türkische Sprachen ernannt und nahm die schwedische Staatsbürgerschaft wieder an. Von 1953 bis 1959 lebte und wirkte er in Ankara als Professor für klassische Orientsprachen an der Universität Ankara. 1959 kehrte er in seine alte Stellung als Dozent für türkische Sprachen nach Uppsala zurück und blieb hier bis zu seiner Pensionierung 1963 tätig.

## Nachlass
Björkmans Familie übergab seinen wissenschaftlichen Nachlass und seine Bibliothek türkischer Schriften der Universitätsbibliothek Uppsala.

## Werke
- Ofen zur Türkenzeit vornehmlich nach türkischen Quellen. Hamburg 1920 (Abhandlungen zur Auslandskunde der Hamburger Universität 3), zugleich Kiel, Phil. Diss. (Digitalisat)
- Beiträge zur Geschichte der Staatskanzlei im islamischen Ägypten. Hamburg: Friederichsen, de Gruyter & Co. 1928 (Abhandlungen aus dem Gebiet der Auslandskunde 28), Zugl.: Hamburg, Univ., Habil.-Schr., 1927
  - Nachdruck Frankfurt am Main: Institute for the History of Arab.-Islamic Science 1992
  - (italienische Übersetzung mit Einleitung von Dr. phil. Milena Rampoldi):  Cancelleria di Stato nell’Egitto islamico , Gruppo Edicom, Cerro Maggiore 2014
- Probleme des ägyptischen Bildungswesens. Leipzig: Harrassowitz 1940 (Die Welt des Islams 22)
- Arabische Führergestalten. Heidelberg: Vowinckel 1944